# جرارد لانثیر
جرارد لانثیر (انگلیسی: Gérard Lanthier؛ زادهٔ ۳ آوریل ۱۹۵۶) بازیکن فوتبال اهل فرانسه است.
از باشگاه‌هایی که در آن بازی کرده‌است می‌توان به باشگاه فوتبال رن، باشگاه فوتبال اوسر، باشگاه فوتبال پاریس اف سی، باشگاه فوتبال نیم المپیک، و باشگاه فوتبال پاری سن ژرمن اشاره کرد.
وی همچنین در تیم‌های ملی فوتبال France Olympic football team و سیزم بازی کرده‌است.